# ألكساندرا شزيجلفسكا
ألكساندرا شزيجلفسكا (مواليد 22 مارس 1998) هي لاعبة كرة طائرة بولندية تلعب في مركز الليبرو. في 2022 أنضمت لمنتخب بولندا.

## روابط خارجية
- ألكساندرا شزيجلفسكا على موقع الاتحاد الأوروبي (الإنجليزية)
- ألكساندرا شزيجلفسكا على موقع عالم الكرة الطائرة (الإنجليزية)
- ألكساندرا شزيجلفسكا على موقع اللجنة الأولمبية الدولية (الإنجليزية)